# 川根温泉笹間渡駅
川根温泉笹間渡駅（かわねおんせんささまどえき）は、静岡県島田市川根町笹間渡にある大井川鐵道大井川本線の駅である。
2022年台風15号の影響で家山駅 - 千頭駅間が不通となっていたが、2023年（令和5年）10月1日にこのうち家山駅 - 当駅間の運転を再開している。なお、残る不通区間を結ぶ川根本町営バスは家山駅発着であり、当駅には乗り入れない（ただし近隣の「川根温泉ホテル」に停車）。

## 歴史
- 1930年（昭和5年）7月16日 - 笹間渡駅開業。
- 2003年（平成15年）10月1日 - 川根温泉笹間渡駅に改称。

## 駅構造
単式1面1線のホームをもつ地上駅。駅自体は無人だが、ギャラリーが併設されている。木造駅舎を有する。
車いす専用出入り口があるほか、トイレが設置されている。また、カフェ『Higurashi（ひぐらし）』も併設されている。

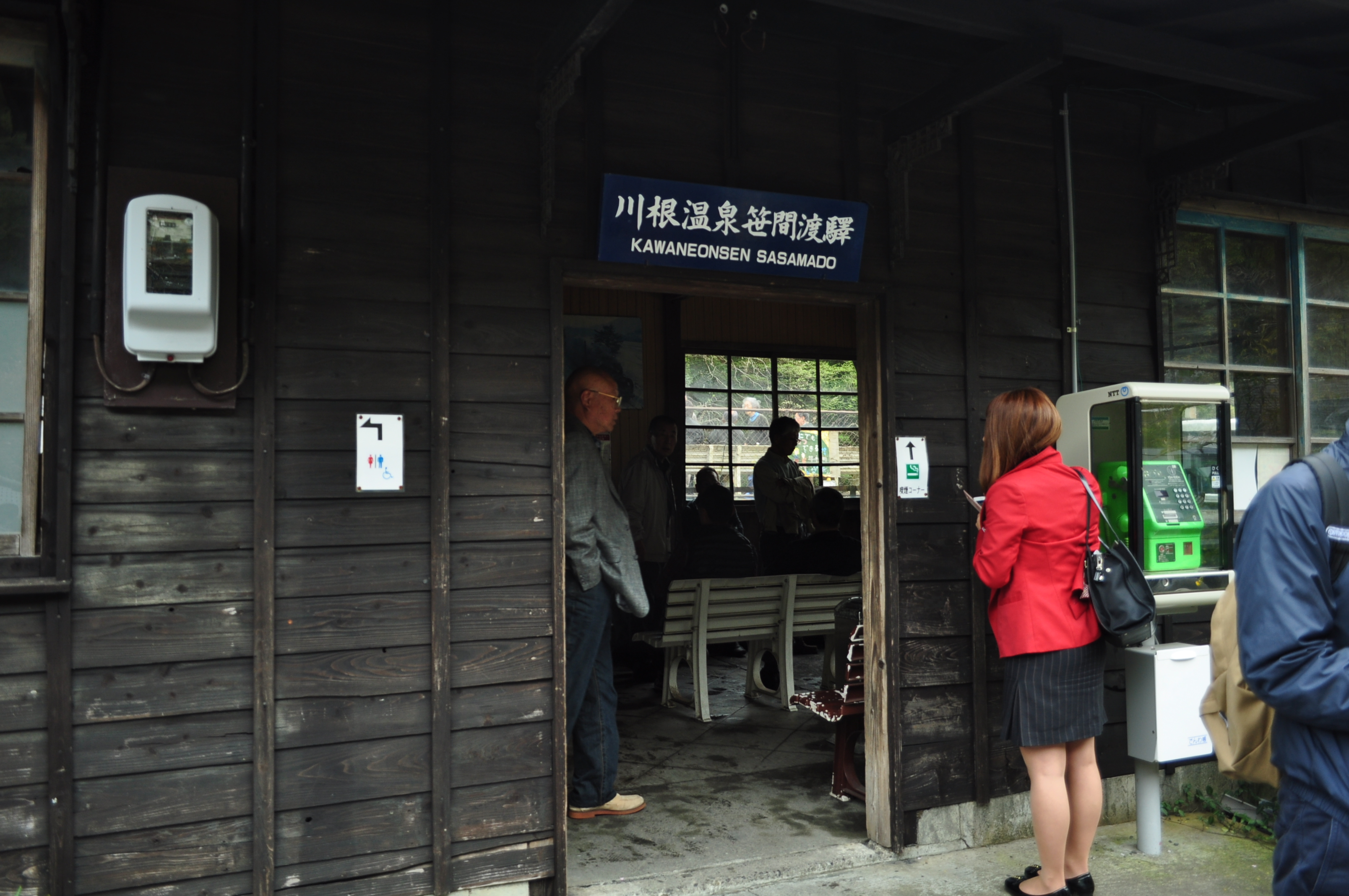
川根温泉笹間渡駅（2015年4月）
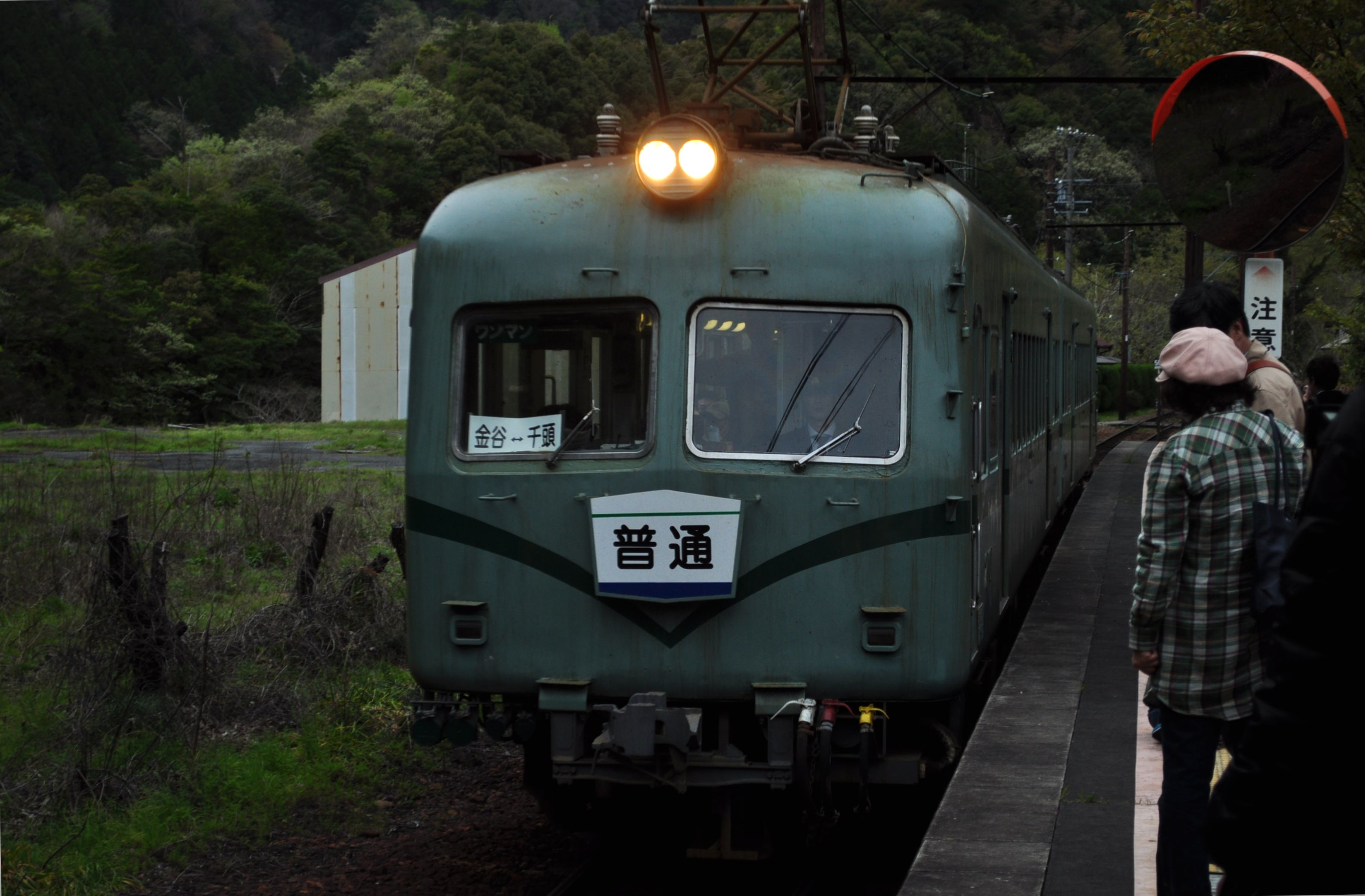
川根温泉笹間渡駅ホーム（2015年4月）
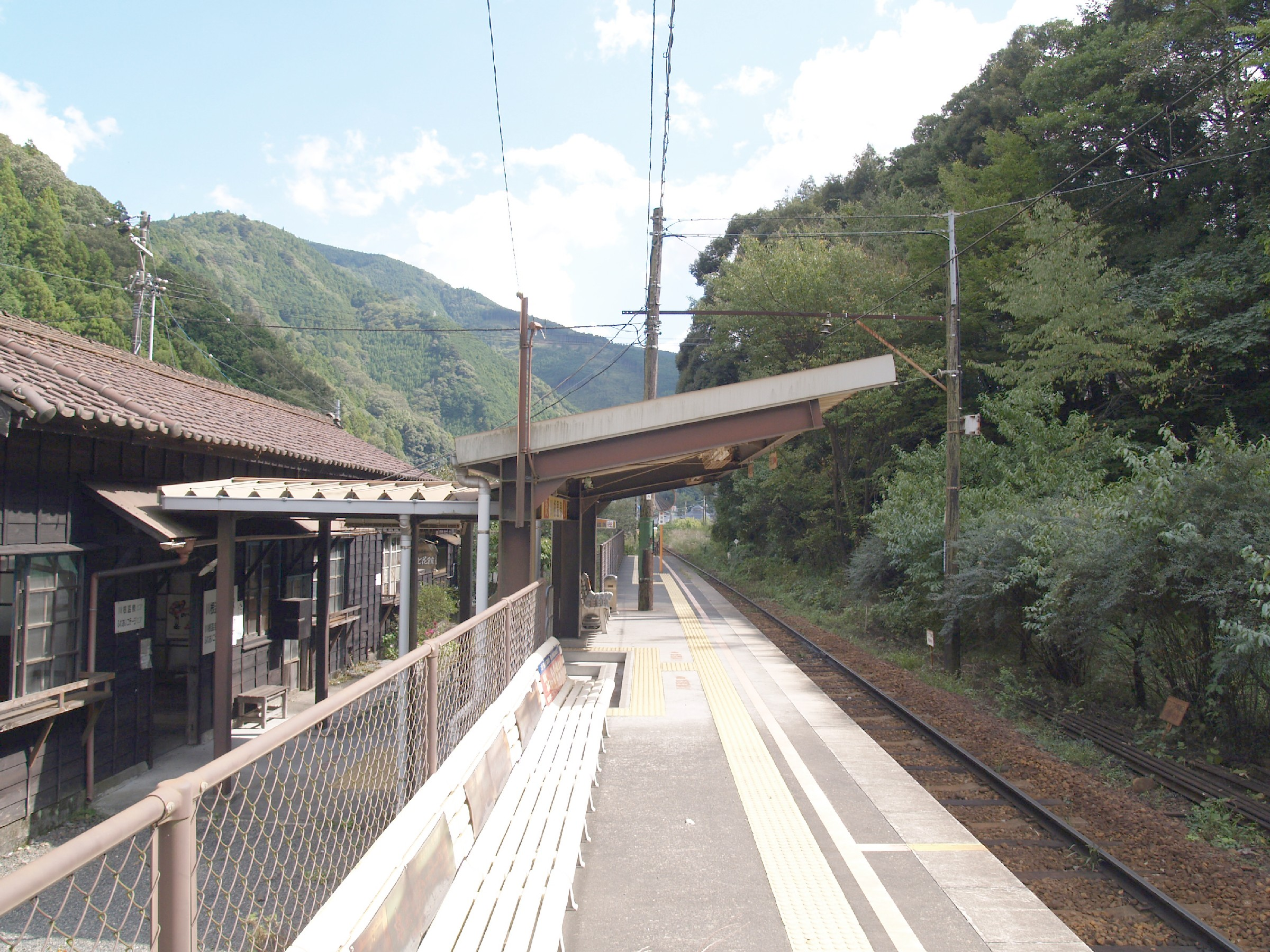
ホーム（2009年10月）

## 利用状況
- 2007年（平成19年）度の1日平均乗車人員は43人（静岡県統計年鑑による）。

## 駅周辺

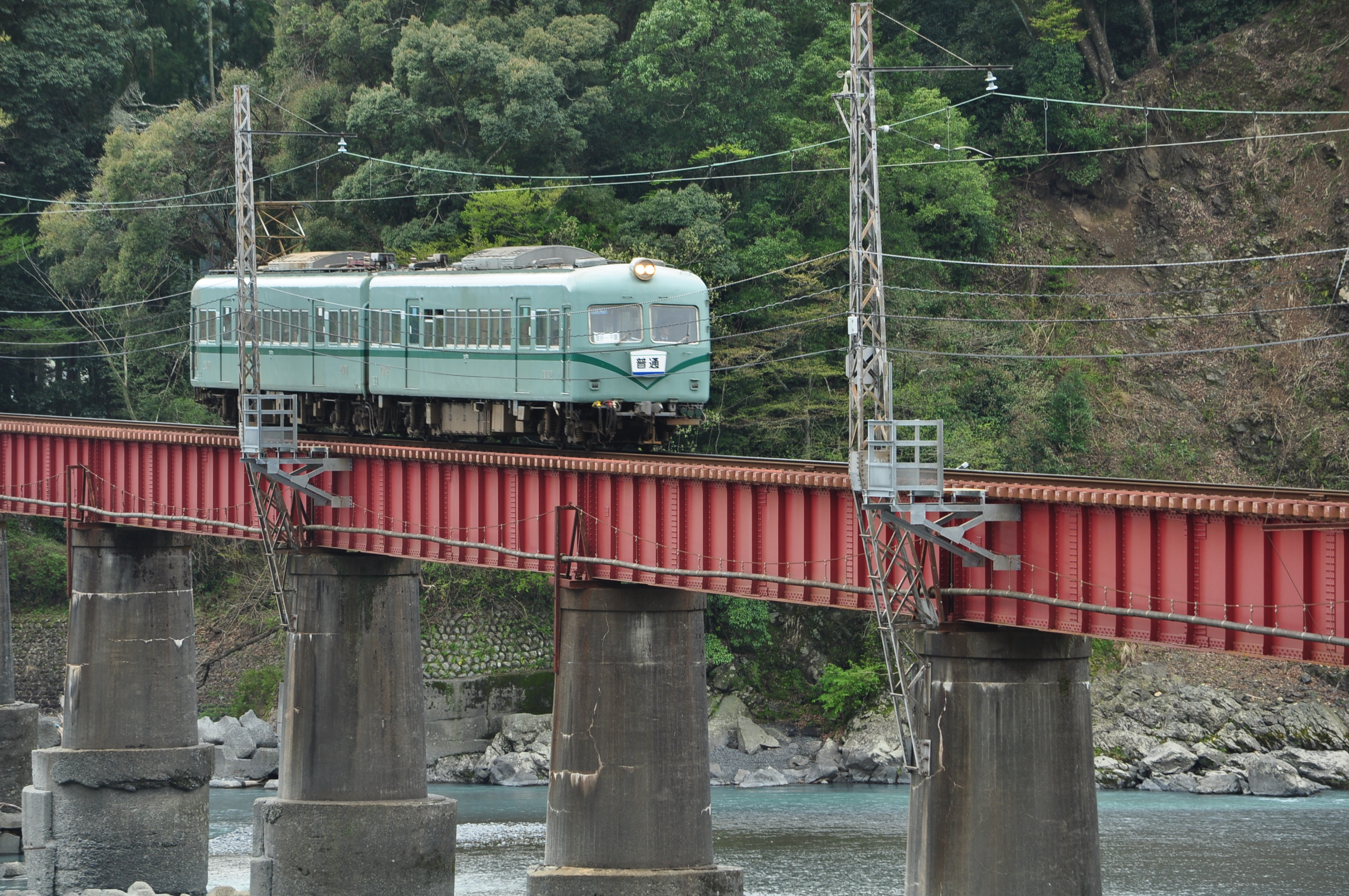
川根温泉から見た大井川本線（2015年4月）

- 道の駅川根温泉（ふれあいの泉）
- ふれあいコテージ[1]
- 川根温泉ホテル
- 静岡県道77号川根寸又峡線

### バス路線
島田市自主運行バス
笹間渡笹間線「やまびこ号」

## 隣の駅
大井川鐵道
■大井川本線
特急「きかんしゃトーマス号」、SL急行「かわね路号」「南アルプス号」停車駅
■普通
抜里駅 - 川根温泉笹間渡駅
（不通区間）
川根温泉笹間渡駅 - 地名駅